# Linda Purl
Linda Purl (Greenwich, 2 september 1955) is een Amerikaanse actrice.

## Biografie
Purl werd geboren op 2 september 1955 in Greenwich (Connecticut) als dochter van Marshelline en Raymond Purl. Toen ze vijf jaar was verhuisde het gezin naar Japan, waar ze opgroeide en een acteeropleiding volgde aan de Toho Geino Academy. Tijdens haar tijd bij het Imperial Theatre in Tokio speelde Purl in verschillende toneelstukken. Daarnaast werd ze ontdekt door Toho en verscheen ze in verschillende films. Toen ze vijftien was keerde ze terug naar de Verenigde Staten, waar ze haar opleiding verderzette bij de Neighborhood Playhouse School of the Theatre in New York.
Haar eerste grote filmrol was in de filmkomedie Crazy Mama uit 1975. Verder speelde de hoofdrol in Leo and Loree (1980) en The High Country (1984) en was ze te zien in Mighty Joe Young (1998).
Op televisie speelde ze gastrollen in talloze televisieseries, waaronder Hawaii Five-O, The Waltons, The Love Boat, Murder, She Wrote en Designated Survivor. In het tweede seizoen van Happy Days had ze een terugkerende rol als Richie's vriendinnetje Gloria en in het tiende seizoen een vaste rol als Fonzie's vaste vriendin Ashley. In het eerste seizoen van Matlock had ze een vaste rol als Charlene Matlock, de dochter van het hoofdpersonage Ben Matlock. In de jaren 2020 speelde ze in de soapseries General Hospital en The Bold and the Beautiful. Tijdens haar carrière acteerde ze ook in een veertigtal televisiefilms.
Na haar vertrek uit Matlock begon Purl een jazzcarrière en bracht verschillende albums uit. Haar vierde album, getiteld "This Could Be the Start" dateert uit augustus 2023.
Purl is vier keer getrouwd geweest. Van januari 1979 tot eind 1980 was ze de echtgenote van Desi Arnaz Jr., de zoon van Lucille Ball en Desi Arnaz. Haar tweede huwelijk uit 1988 met scenarioschrijver  William Broyles Jr. eindigde in 1992. Van 1993 tot 1999 was ze getrouwd met de Britse scenarioschrijver en producent Alexander Cary, Master of Falkland, met wie ze in februari 1995 een zoon kreeg. Haar vierde huwelijk met James Vinson Adams duurde van 2006 tot 2001. Alle vier huwelijken eindigden in een echtscheiding. Sind 2020 heeft ze een relatie met Patrick Duffy.